# Demetri I de Geòrgia
Demetri I fou rei de Geòrgia del 1125 al 1155 i breument el 1156. És venerat com a sant per l'Església Ortodoxa.
Fill de David IV el Constructor i de la reina Rusudan, el seu pare el va coronar perquè governés conjuntament amb ell. Va encomanar una expedició cap al Xirvan el 1117 on va conquerir la fortalesa de Kaladzori.
Mort el rei David, els nobles locals van intentar de recuperar el poder que havien perdut durant el regnat anterior i van obstaculitzar els plans del nou rei. Així, la part oriental del Shirvan es va separar de Geòrgia i es va restablir al Xirvanxah, tot i que es va reconèixer feudatari de Demetri I.

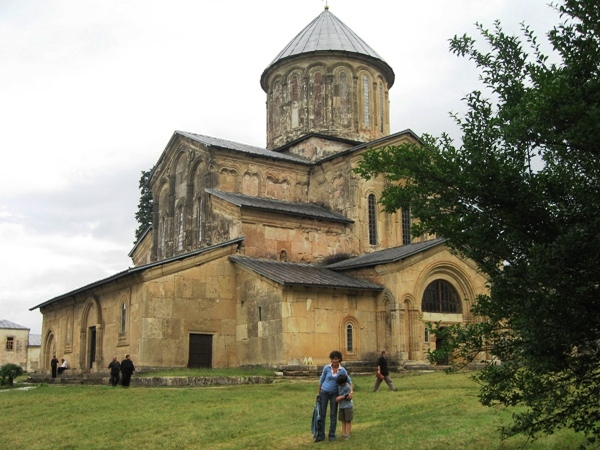
Monestir de Gelati.

Davant dels continus atacs dels musulmans per ocupar Aní, Demetri va haver-la de cedir a la dinastia xaddàdida però també com a vassalls. El 1138 va prendre Gandja i es va emportar les portes de la ciutat al monestir de Guélathia on encara hi són.
Els nobles fomentaren conxorxes per enderrocar-lo, volent substituir-lo pel seu germanastre Vakhtang. El 1155 s'uniren a la rebel·lió del fill de Demetri, el futur David V, i el rei va ser obligat a abdicar i fer-se monjo, ingressant al monestir de David Gareja, on prengué el nom de Damià.
David V, però, morí sis mesos després i Demetri fou cridat a la cort i tornà al poder, designant llavors hereu el seu segon fill Jordi III i abdicant immediatament en ell. Tornà al monestir i continuà vivint-hi com a monjo, destacant en l'escriptura d'himnes litúrgics, de gran qualitat poètica. Entre aquests himnes, es feu cèlebre el de la Mare de Déu "Tu ets la Vinya". Completà la construcció del monestir de Gelati, que havia començat el seu pare.
Va morir al cap de poc a Bebris Tsikhe, Mtskheta el 1156 i fou sebollit al monestir de Gelati.